# Croton sapiifolius
Croton sapiifolius är en törelväxtart som beskrevs av Johannes Müller Argoviensis. Croton sapiifolius ingår i släktet Croton och familjen törelväxter. Inga underarter finns listade i Catalogue of Life.